# Centre sportif de Colovray
Le Centre sportif de Colovray est un complexe destiné au football et au rugby. Il est composé de 6 terrains de football et d'un terrain de rugby. 
Le Centre sportif s'étend sur une surface de plus de 100 000 mètres carrés. Le Stade Nyonnais et le RC Nyon accueillent leurs adversaires de championnat et de coupe sur ce terrain situé aux abords de la Route Suisse, à un jet de pierre du grand parking de la piscine.
En raison de la non-homologation de son stade par la Swiss Football League, le FC Stade Lausanne Ouchy joue ses matchs à domicile au Centre sportif de Colovray lors de la saison 2019-2020 de Challenge League.

## Histoire
Ce centre sportif inauguré en juin 1991, n'est pas réservé au seul football puisque de nombreux sports y disposent également de locaux et de surfaces. Les installations mises à disposition par l'UEFA comprennent cinq terrains engazonnés, deux terrains synthétiques, une piste d'athlétisme, de nombreux vestiaires, un sauna, une salle de musculation et une piste finlandaise d'une longueur de 333 mètres.
La commune de Nyon a un accord avec l'UEFA. Ainsi, depuis le 1er avril 2010, c'est bien l'UEFA qui a les clefs du stade et du tout le centre sportif et qui assure l'entretien. L'UEFA a également le projet d'entraîner ses jeunes dans le centre sportif de Colovray. Toutefois, le terrain sur lequel le Centre sportif de Colovray a été construit appartient à la commune de Nyon.

## Les matchs internationaux
Le Centre sportif de Colovray a eu le privilège d'accueillir les stars de plusieurs grandes équipes internationales. Colovray c'est également plusieurs rencontres internationales officielles ainsi qu'un cadre magnifique situé juste en face du siège de l'UEFA qui accueille régulièrement des grandes équipes étrangères et des sélections nationales.

## Clubs et fédérations sportifs
Plusieurs clubs ou fédération sportifs utilisent les infrastructures du Centre sportif de Colovray :
- UEFA
- FC Stade Nyonnais
- FC Stade Nyonnais SA
- Team Vaud La Côte
- FC Italia Nyon
- FC Hermandad Nyon
- RC Nyon
- Équipe de Suisse de rugby à XV